# Store norske leksikon

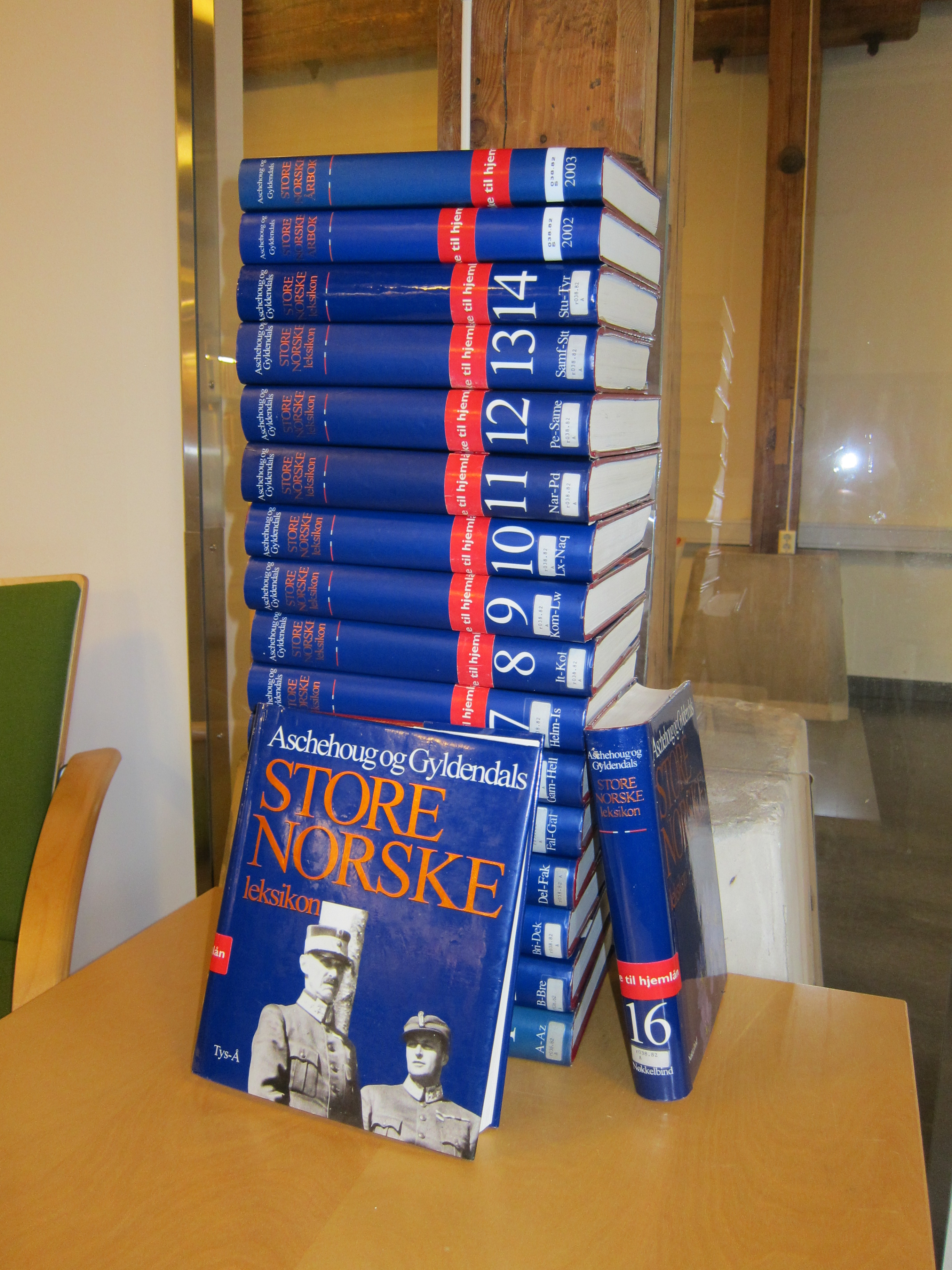
La última edición completa de Store norske leksikon

Aschehoug og Gyldendals Store norske leksikon o simplemente Store norske leksikon —abreviado SNL, literalmente «Gran enciclopedia noruega»—, es una enciclopedia general escrita en la variante bokmål del idioma noruego. Store norske leksikon se creó en 1978 tras la fusión de las divisiones enciclopédicas de las dos editoriales más grandes de Noruega, Aschehoug y Gyldendal. Hasta 1978, estas publicaban sus enciclopedias de forma independiente.
El descenso en las ventas de enciclopedias en papel a comienzos del siglo XXI afectó de forma importante a estas empresas, pero en 2003 una cuarta edición de la enciclopedia salió finalmente a la venta tras una subvención de 10 millones de coronas noruegas por parte de la fundación Fritt Ord. Esta consta de 16 volúmenes, con un total de 12 000 páginas y 280 000 entradas.
El 12 de marzo de 2010, Store norske leksikon anunció que a partir del 1 de julio no habría más ediciones en papel, debido a la falta de ventas. El principal motivo de esto fue la Wikipedia, según se declaró. También se anunció que los artículos no serían entregados a la Fundación Wikimedia y el redactor jefe Petter Henriksen comentó: «Es importante que la gente detrás de los artículos permanezca visible».[cita requerida]
SNL está disponible en línea desde el año 2000, tiene varios centenares de miles de suscriptores, tanto privados como institucionales, y cerca de 120 000 visitantes diarios. El número de artículos es de unos 150 000. Desde el 25 de febrero de 2009, la enciclopedia en línea es gratuita.